# Tscheltschnigkogel
Der Tscheltschnigkogel oder „Kadischen“ mit seinen unterirdischen Höhlensystemen (bekannteste Höhle mit Eingang unter den Kadischen ist das 709 Meter lange Eggerloch) ist ein Berg am Westrand der Kärntner Stadt Villach und in archäologischer wie historischer Hinsicht bedeutungsvoll. Er ist auch eines der Naherholungsgebiete der Villacher Stadtbevölkerung sowie ein Wander- und Aussichtsberg.

## Geographie und Topographie

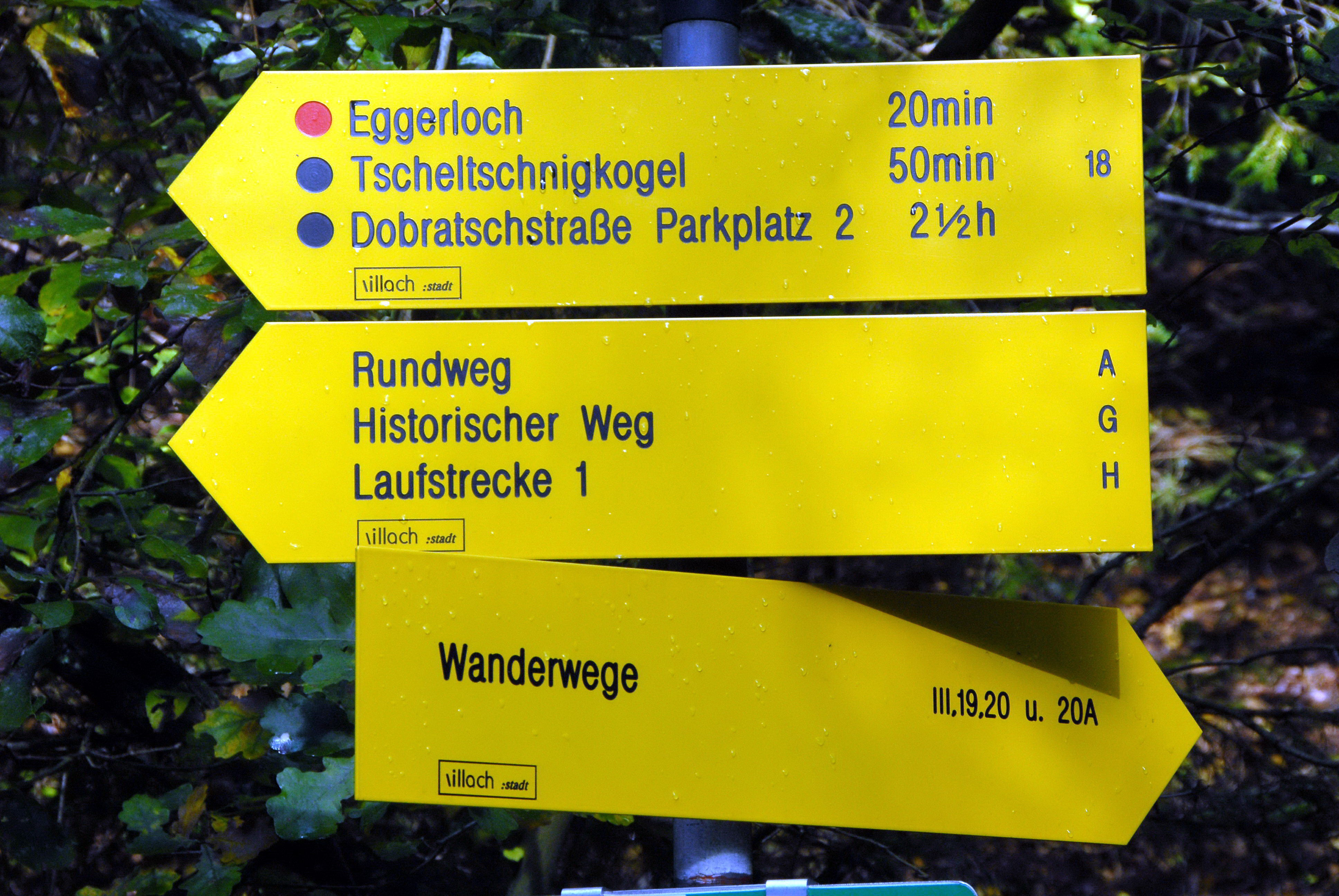
Wegweiser zum Eggerloch und zum Tscheltschnigkogel

Der Tscheltschnigkogel mit einer Seehöhe von 696 Metern über Normalniveau ist ein nasenförmiger, vorgebauter, steilabfallender Kogel am Ostende der Villacher Alpe oberhalb von Warmbad Villach und dem Villacher Stadtteil Judendorf.

## Namensherkunft
Die Herleitung des Namens „Chelzni-/Chelni-Hügel“ ist nicht eindeutig gesichert und somit umstritten. Es gibt ein paar Varianten, die hier genannt sein sollen: Einerseits könnte er von einer Flurbezeichnung herrühren. Bekannt ist nämlich ein Ried „Schelzni Feld“ beim „Chelznikogel“. Andererseits erinnert das auch an einen Besitzer, die Familie Tscheltschnig, die jahrhundertelang auf dem zugehörigen Bauerngut saß. Denkbar ist auch die Wiedergabe der topographischen Erscheinungsform des Kogels, was sich in der slawischen Form von „cekelj“ = Wachtberg oder „celo“ = Bergvorsprung widerspiegelt.
Die andere Bezeichnung „Kadischen“ kommt vom keltischen „cad“, „caddo“, was so viel bedeutet wie Steilabfall, Absturz. Auch das lateinische „cadere“ heißt übersetzt „fallen“, „stürzen“. Betrachtet man die Steilabfälle des Tscheltschnigkogels, der Kadischen, und recherchiert man die Felsabstürze während zahlloser Erdbeben (siehe auch Dobratschabsturz), dann ist die Herleitung des Wortes Kadischen aus dem Keltischen und dem folgenden Lateinischen zur römischen Besiedlungszeit leicht nachvollziehbar. Damit liegt wiederum ein Hinweis auch auf die keltische Nutzung des Tscheltschnigkogels vor.
Noch ein anderes Wort der Kelten für einen heiligen Ort schwingt in „Kadischen“ mit: „cadi“, „cadius“ = heilig. Kadischen ist demzufolge ein heiliger Ort.

## Geschichtlicher Überblick
Der Beginn der urzeitlichen Besiedlung am Tscheltschnigkogel, im Volksmund auch „Kadischen“ genannt, reicht bis in die Kupferzeit (zirka 4000 vor Christus) zurück. Damals erfolgte die Landnahme der frühen Bauern im Ostalpenraum auf wehrhaften Kuppen. Weder für diesen Zeitabschnitt noch für die folgenden Jahrhunderte lässt sich am Tscheltschnigkogel bisher eine Wehranlage nachweisen. Auch ist es um konkrete Aufschlüsse zur inneren Struktur der Siedlung, die während der älteren Hallstattkultur (zirka 900 bis 550 vor Christus) wahrscheinlich zentralörtliche Bedeutung hatte, schlecht bestellt. Möglicherweise gab es damals im nördlichen Vorfeld, im Bereich der so genannten „Wechselwiese“, eine bäuerliche Ansiedlung. Von den zahlreichen Höhlen am Tscheltschnigkogel dürfte nur das „Heidenloch“ an der Südseite, auch „Tauerloch“ genannt, zeitweise in die Siedlung mit einbezogen gewesen sein. Die Funde zeigen, dass diese nach der Landnahme durch die Kelten um 300 vor Christus weiter bestand. Auch in frührömischer Zeit gab es hier Siedlungstätigkeit, wohl jedoch von geringerer Bedeutung. Erst mit der Spätantike kamen im 5. und 6. Jahrhundert nach Christus Verwaltung und Militär wieder auf den Hügel, der nun mehr von einer Befestigungsmauer umgeben wurde.

## Eggerloch

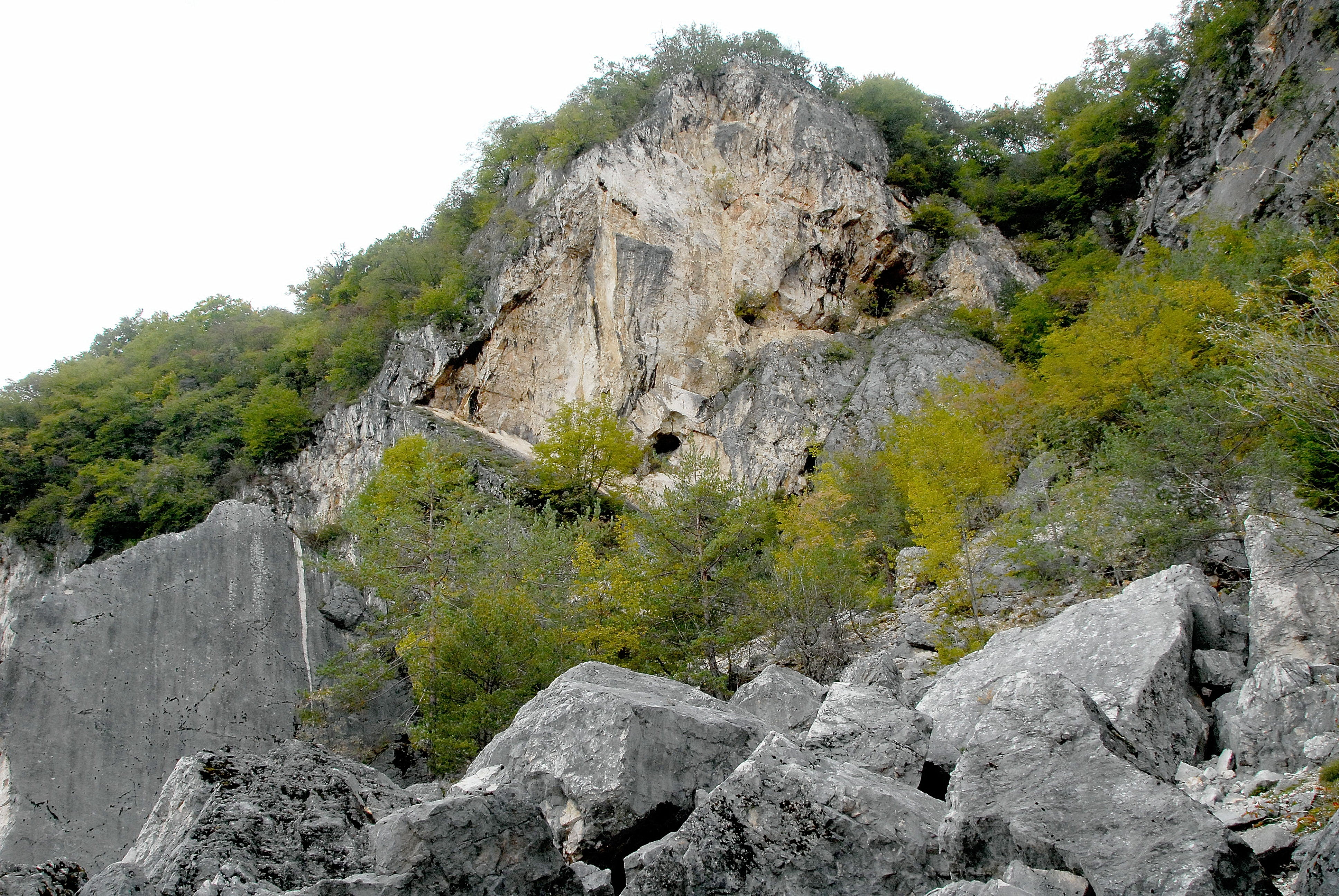
Abbrüche und Höhleneingänge der Kadischen am Tscheltschnigkogel

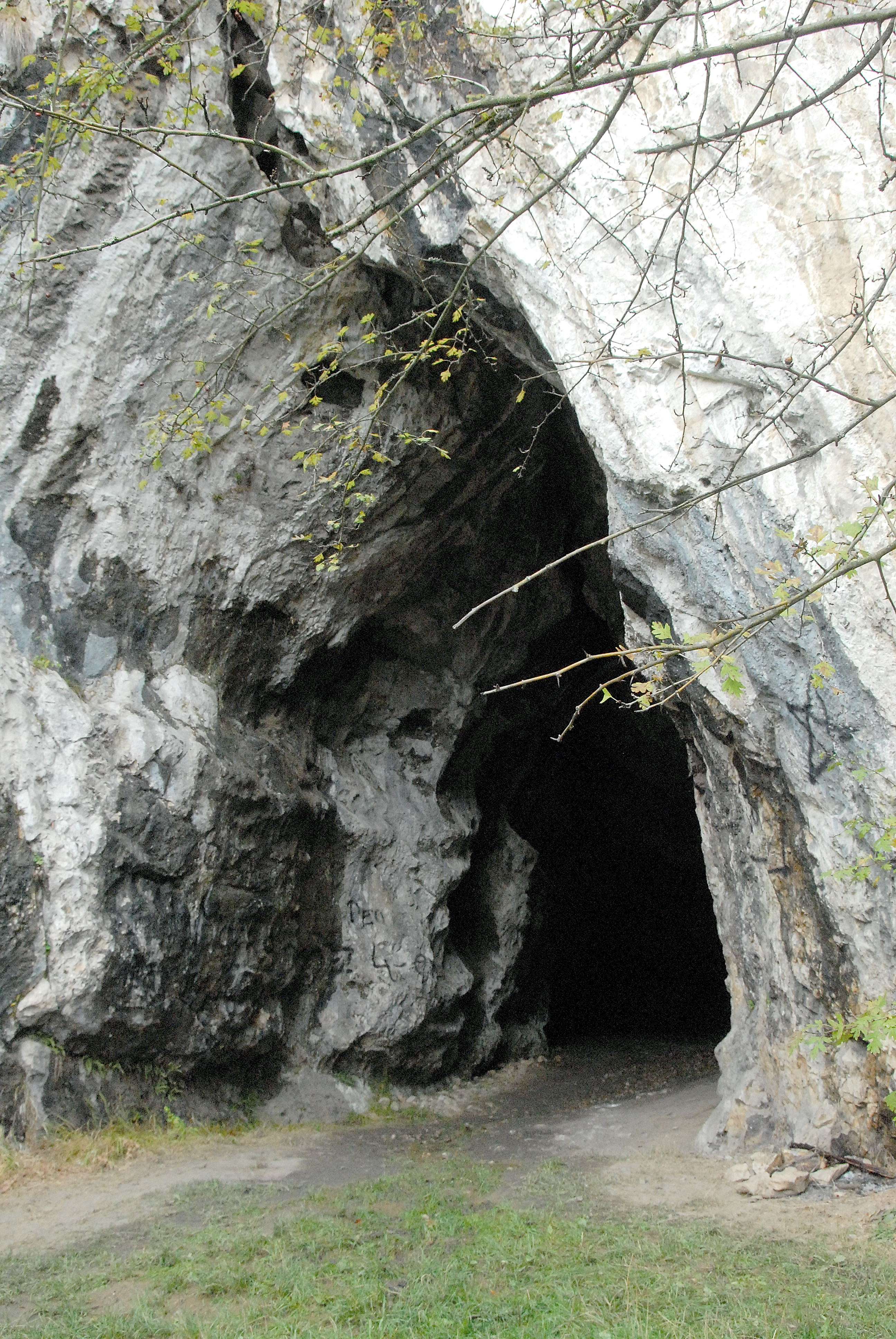
Eingang zum Eggerloch

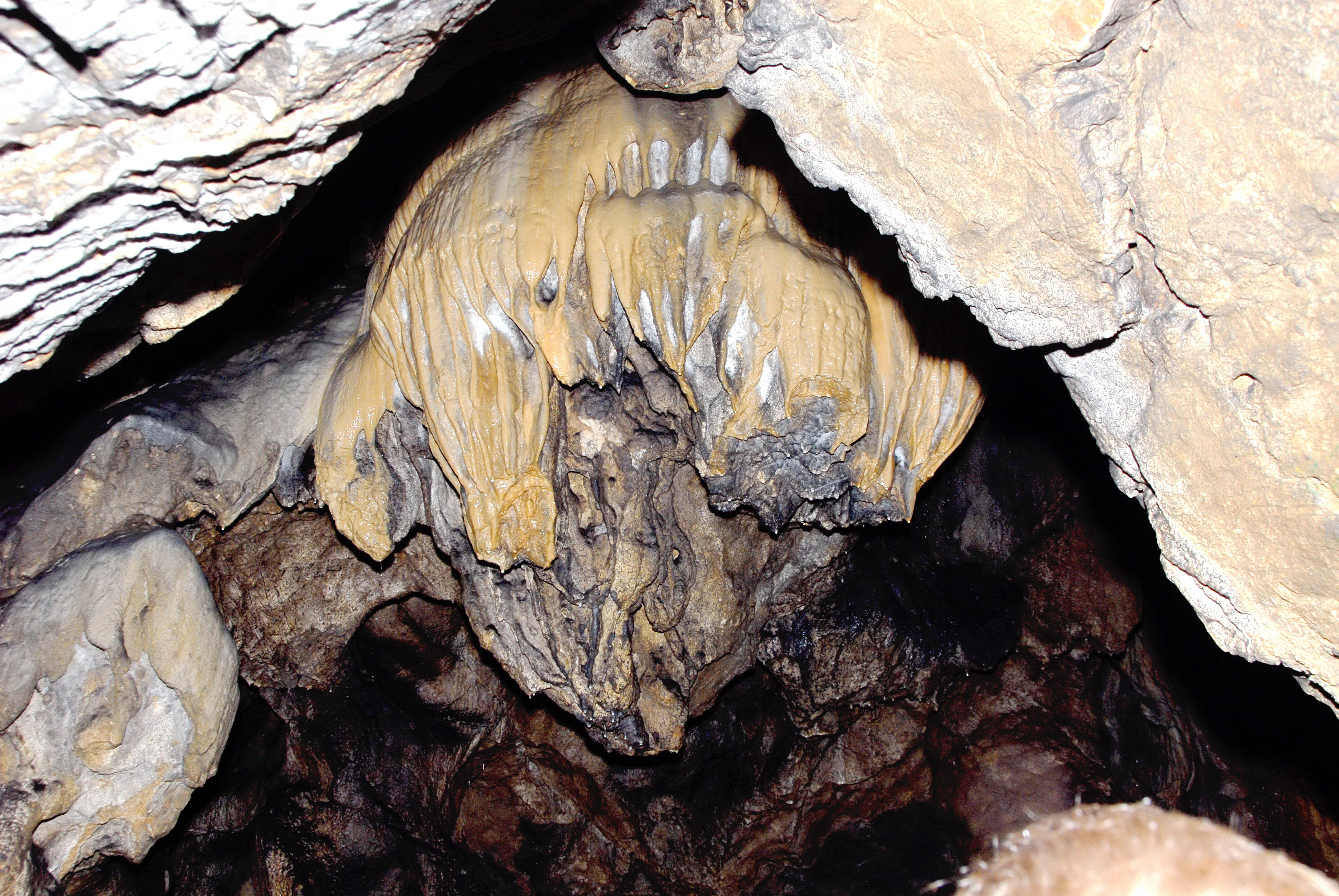
Endkammer mit „Luster“ im Eggerloch

Am Fuß der Kadischen öffnet sich der Eingang zum Eggerloch, einer mit 709 Metern derzeit längsten bekannten Karsthöhle im Bereich der Villacher Alpe, lässt man die nicht mehr aufgefundene sensationelle Riesen-Tropfsteinhöhle, unter Oskar Hosses Team entdeckt, beiseite. Durch einen tragischen Rechtsstreit wurde der Eingang letzterer Höhle nie bekannt gegeben und somit nahmen die Entdecker ihr Wissen mit ins Grab. Das Eggerloch ist problemlos und gut gesichert beschreitbar. Die Höhle wurde 1576 erstmals erwähnt, aber schon in keltischer und römischer Zeit dürfte sie bekannt gewesen sein. 1927 konnte Hosse die Fortsetzung der Höhle von der Endkammer aus entdecken. 1975 gelang der Gruppe Subterra der Abstieg aus der Knochenhöhle in das Eggerloch. 1993 wurden weiterführende Teile (Richterstrecke) entdeckt. Die Höhle überwindet dabei 122 Meter Höhenunterschied. Spuren deuten darauf hin, dass die Höhle vor dem Bergabsturz des Dobratsch im Erdbeben von 1348 Wasser führend gewesen sein könnte. Durch Höhlenforscher konnte geklärt werden, dass die Höhle mit der Knochenhöhle am Tscheltschnigkogel in Verbindung steht.
Sie hatte einst viele verschiedene Namen: Fledermausgrotte, Napoleongrotte, Hosse-Tropfsteinhöhle. 
Nach der Zerstörung historischer Ritzzeichnungen durch Besucher wurde 2012 beschlossen, das Eggerloch für die Öffentlichkeit zu sperren.

## Frühchristliche Kirche

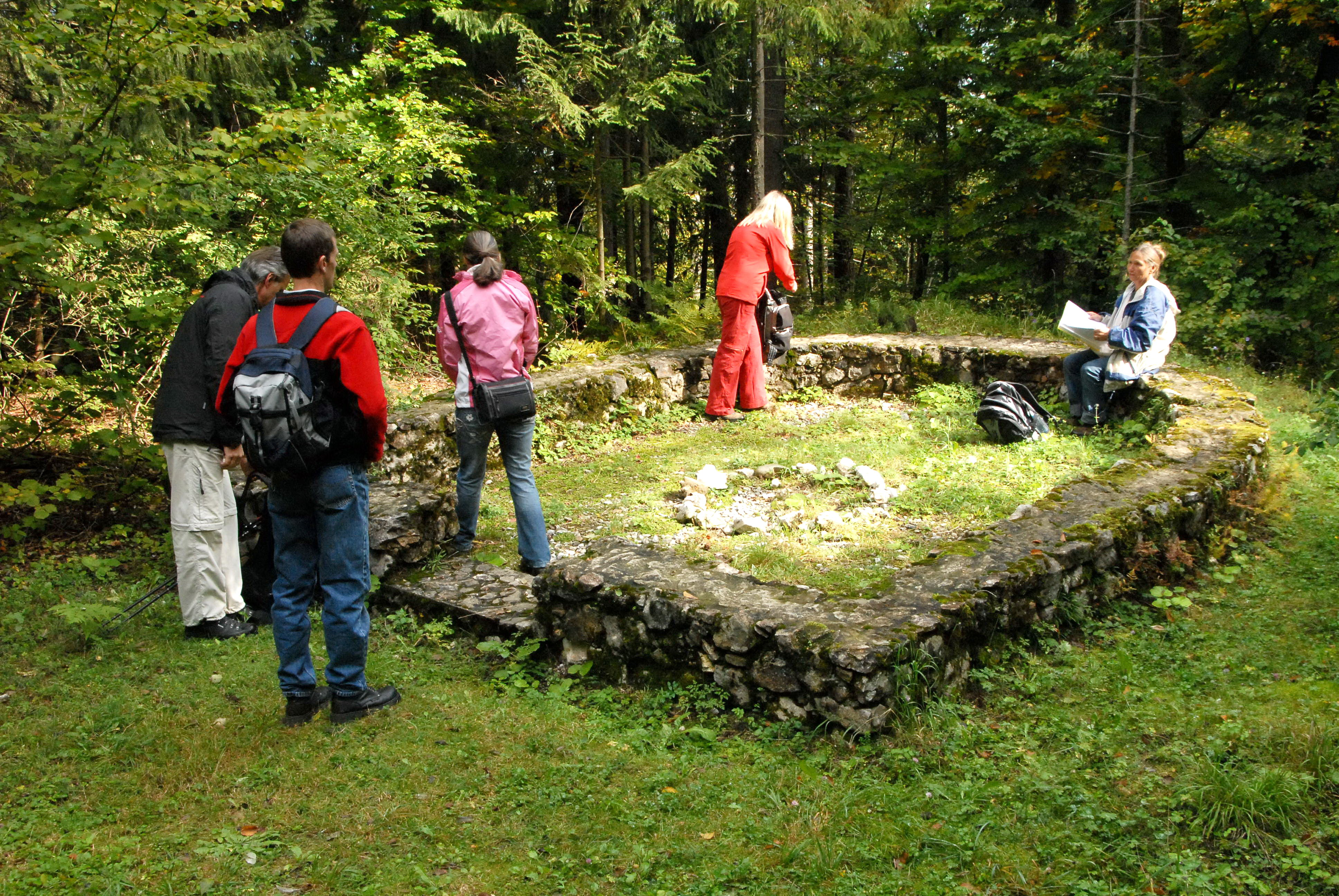
Freigelegte Grundmauern der frühchristlichen Kirche

Auf einer schmalen Hangterrasse wurden 1936 und 1937 die Mauerreste eines römerzeitlichen Gebäudes freigelegt und von den seinerzeitigen Ausgräbern als Überreste eines villenartigen Wohnbaues aus der römischen Kaiserzeit (2./3. Jahrhundert nach Christus) gedeutet, in dessen Ostteil in spätantiker Zeit (5./6. Jahrhundert nach Christus) ein frühchristlicher Sakralraum mit ostseitiger Apsis eingebaut worden war. Letztere Mauerzüge wurden durch Konservierung sichtbar erhalten. Neuere Überlegungen interpretieren jedoch die Gesamtanlage bereits als frühchristlichen Kirchenbau mit rechteckigem Grundriss, halbrunder Priesterbank und dieser vor gelagertem Presbyterium im Osten einer Vorhalle im Westen sowie der Sakristei und zwei Nebenräumen im Nordosten beziehungsweise im Norden des eigentlichen 15,6 × 7,5 Meter großen Kirchenschiffes.
Die Auffindung von Bruchstücken zweier Marmorsäulchen – eines mit Kapitell – und des Bruchstückes einer Platte aus Marmor, welche insgesamt einem frühchristlichen Tischaltar zugerechnet werden können, sowie einzelne Bestattungen im Bereich der Nebenräume, unterstreichen jedenfalls den Zusammenhang der baulichen Überreste mit dem Frühchristentum und stellen diese in engsten Zusammenhang mit der etwas höher gelegenen spätantiken Befestigungsanlage auf dem Tscheltschnigkogel.

## Befestigungsanlage

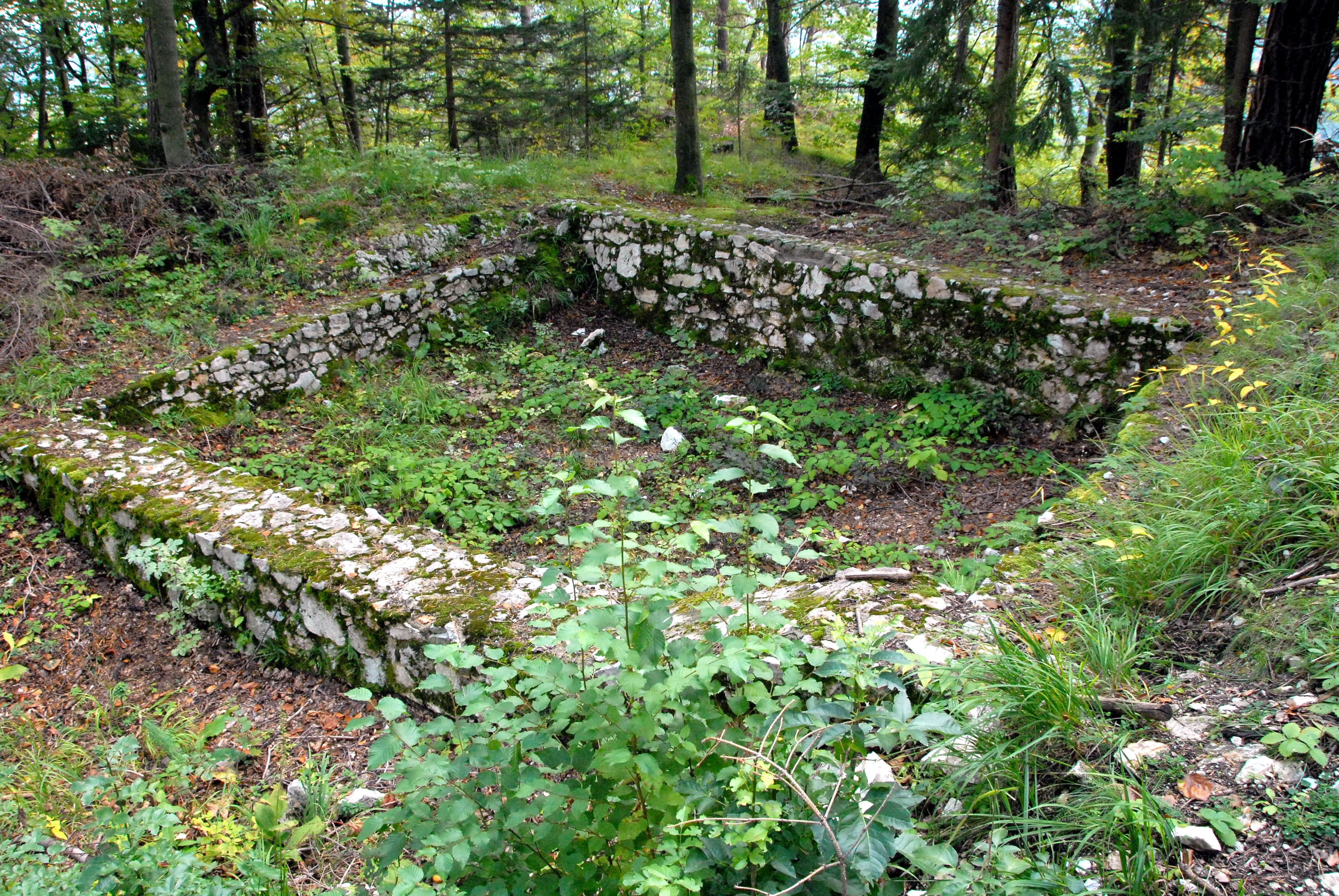
Ausgegrabene Grundmauern eines turmartigen Baus neben dem Eingangstor zur Befestigungsanlage

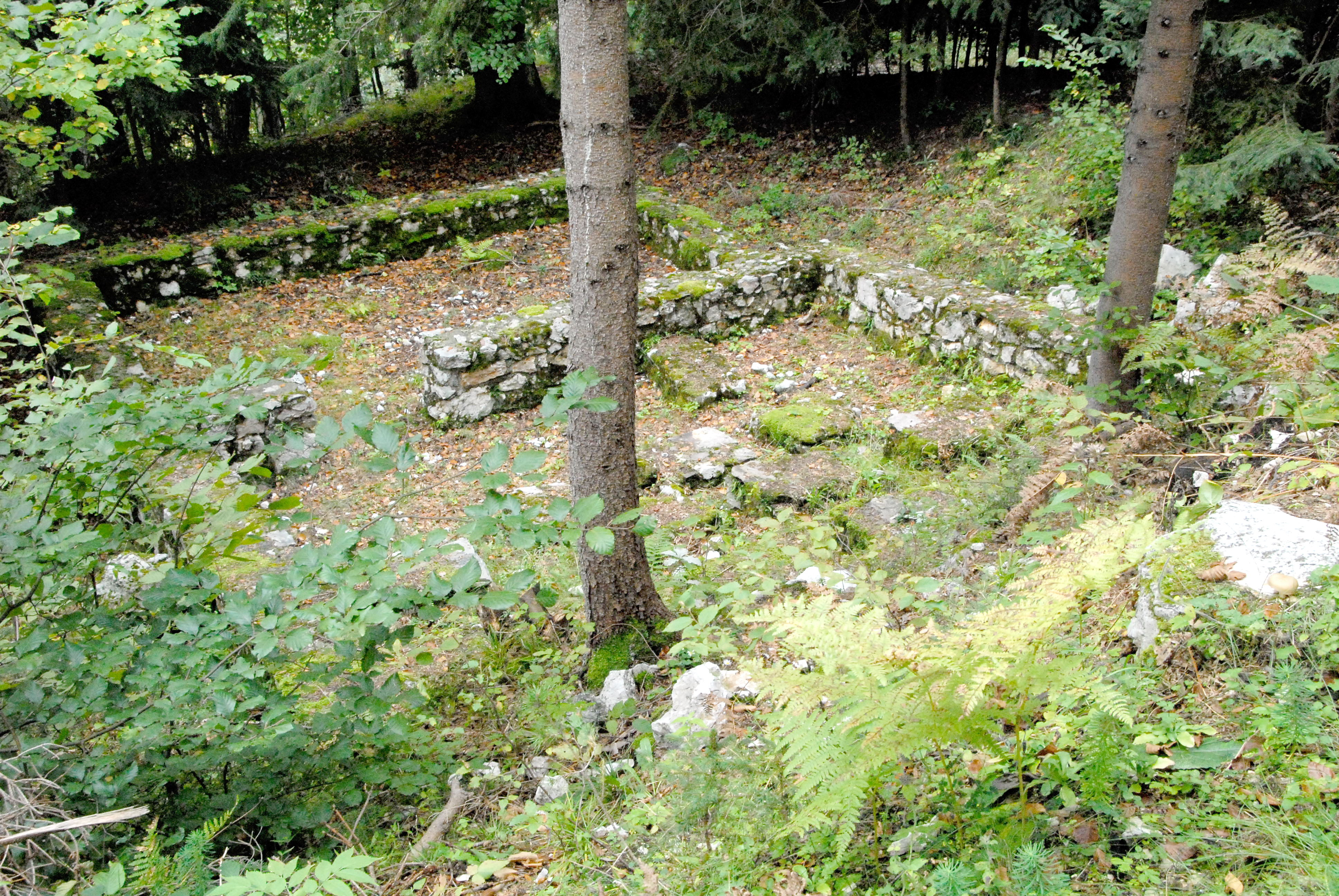
Exkavierte Grundmauern einer Villa mit Hypokaustum innerhalb der Befestigungsanlage

Auf der nach Osten hin steil und felsig abfallenden Kuppe des Tscheltschnigkogels befand sich eine spätantike und befestigte Höhensiedlung, deren bauliche Überreste 1932 bis 1935 erforscht und teilweise durch Konservierung sichtbar erhalten werden konnten. Die freigelegten Mauerzüge lassen eine weitläufige West- und Ostanlage erkennen, die bergseitig jeweils durch Wehrmauern und stellenweise mit Bastionen entsprechend gesichert waren. Durch eine ostseitig gelegene Torkonstruktion, welche mit einem turmartig aufragenden Bau zusätzlich befestigt erscheint, führte der Weg in die inneren Bereiche der Gesamtanlage. Dort erhob sich unter anderem auf einer Felsterrasse ein in Mauertechnik errichtetes Gebäude mit Hypokaustum beziehungsweise Fußbodenheizung, deren Pfeiler noch gut zu erkennen sind; vermutlich war dieser Bau dem Kommandanten der Verteidiger vorbehalten. Die sonstige Verbauung wird zum überwiegenden Teil in Holz ausgeführt gewesen sein.
Das relativ umfangreiche Fundmaterial erlaubt, diese Befestigungsanlage in das 5./6. Jahrhundert nach Christus zu datieren und lässt in diesem Castrum ein Refugium für die Bevölkerung wohl auch von Santicum – der römerzeitlichen Siedlung im Bereiche des heutigen Villach – während der unsicheren Zeiten der Spätantike erkennen.